# Романов, Михаил Яковлевич (Герой Советского Союза)
Михаил Яковлевич Романов (1922—2008) — участник Великой Отечественной войны, командир 3-й эскадрильи 565-го штурмового авиационного Станиславского полка (224-я штурмовая авиационная Жмеринская Краснознамённая дивизия, 8-й штурмовой авиационный корпус, 8-я воздушная армия, 4-й Украинский фронт), старший лейтенант, Герой Советского Союза.

## Биография
Родился 4 июля 1922 года в многодетной крестьянской семье в селе Ведянцы Тархановской волости Ардатовского уезда Симбирской губернии (ныне Ичалковский район, Мордовия). Русский.
Окончил Ведянскую неполную среднюю школу (1938), 1-й курс Мордовского рабфака и одновременно Саранский аэроклуб (1939), 9-й класс Ардатовской средней школы (1940).
В Красной Армии с 1940 года. Окончил Энгельсскую военную авиационную школу пилотов (1941) и Краснодарское объединённое военное авиационное училище (1943). На фронтах Великой Отечественной войны — с марта 1944 года. В звании лейтенанта, затем старшего лейтенанта воевал в качестве старшего лётчика, командира звена, штурмана и командира авиационной эскадрильи 565-го штурмового авиационного полка 224-й штурмовой авиадивизии 8-го штурмового авиакорпуса, в составе 2-й и 8-й воздушных армий, на 1-м и 4-м Украинских фронтах. Член КПСС с 1944 года.
Участвовал в Проскуровско-Черновицкой, Львовско-Сандомирской, Карпатской, Краковской, Моравско-Остравской и Пражской операциях. В апреле 1945 года за 110 успешных боевых вылетов был представлен к званию Героя Советского Союза. До конца войны выполнил на самолёте «Ил-2» лично 129 боевых вылетов на разведку и уничтожение живой силы и техники противника.
В запасе с 1946 года по состоянию здоровья. В 1947 году окончил 10-й класс Куйбышевской железнодорожной школы, а в 1953 году окончил истфак Куйбышевского пединститута. После окончания в 1949 году Куйбышевской областной двухгодичной партийной школы работал в аппарате партийных и советских органов — Куйбышевском горкоме КПСС и Куйбышевском обкоме КПСС. В этот период принимал участие в организации строительства Куйбышевской ГЭС в качестве представителя обкома партии во время перекрытия основного русла Волги.
В декабре 1960 года был переведён в Москву на должность инструктора Отдела административных и торгово-финансовых органов Бюро ЦК КПСС по РСФСР. В марте 1962 года был выдвинут на должность заместителя начальника Главного архивного управления при Совете Министров РСФСР. В связи с ликвидацией данного Управления в сентябре 1963 года был назначен на должность начальника политотдела Московского транспортного управления гражданской авиации. На этой должности работал до конца 1968 года — занимался обеспечением безопасности полётов и принимал участие в организации строительства Московских аэропортов Внуково, Домодедово и Шереметьево.
В связи с назначением в 1969 году третьей группы инвалидности, перешёл на работу в отдел кадров Главного архивного управления при Совете Министров СССР. Здесь последние 20 лет работал ведущим специалистом по вопросам повышения квалификации руководящих работников и специалистов архивных учреждений страны. Общий трудовой стаж Романова — 55 лет.
С августа 1989 года находился на пенсии, жил в Москве.

Могила Романова на Троекуровском кладбище Москвы

Умер 12 мая 2008 года, похоронен в Москве на Троекуровском кладбище (участок № 14).

## Память

Мемориальная доска в Москве

- Решением райсовета от 30 мая 2003 года № 110 «за боевые заслуги перед Родиной, большой личный вклад в военно-патриотическое воспитание и развития краеведения в районе» М. Я. Романову присвоено звание почётный гражданин Ичалковского района.

## Награды
- За успешное выполнение заданий командования 29 июня 1945 года старшему лейтенанту Романову Михаилу Яковлевичу присвоено звание Героя Советского Союза с вручением ордена Ленина и медали «Золотая Звезда» (№ 8590).
- Награждён тремя орденами Красного Знамени, орденами Отечественной войны 1-й степени, Красной Звезды, советскими и чехословацкими медалями.